# Eberhard Kuthning
Eberhard Kuthning (* 3. Juli 1923 in Elbing, Ostpreußen; † 13. Mai 2013 in Celle) war ein deutscher Jurist.

## Leben
Kuthning, Sohn eines Pfarrers, begann nach seinem Abitur 1941 ein Studium der Rechtswissenschaften an der Albertus-Universität Königsberg sowie an der Karls-Universität Prag. Nachdem er am Zweiten Weltkrieg teilgenommen hatte, setzte er nach Kriegsende sein Studium an der Georg-August-Universität Göttingen fort und legte dort seine Erste juristische Staatsprüfung ab. 1948 legte er dort seine Promotion zum Doktor der Rechte mit einer Dissertation mit dem Titel Die ursprünglich fehlerhafte Ehe im Internationalen Privatrecht ab. Nach der Zweiten juristischen Staatsprüfung in Hannover trat er in den Justizdienst des Landes Niedersachsen und wurde 1954 Amtsgerichtsrat. Im Juni 1959 wechselte er als Oberlandesgerichtsrat an das Oberlandesgericht Celle und bereits im Jahr darauf 1960 ins Niedersächsische Justizministerium.
Im Oktober 1965 wurde Kuthning Landgerichtsdirektor am Landgericht Hannover sowie im Dezember 1967 Ministerialrat im Niedersächsischen Justizministerium, ehe er im Dezember 1968 als Nachfolger von Gerhard Seidler Präsident des Landgerichts Braunschweig wurde. Diesen Posten bekleidete er bis zu seiner Ablösung durch Wilhelm Kutscher im Januar 1975, woraufhin er selbst Nachfolger von Georg Ostendorff als Präsident des Schleswig-Holsteinischen Oberlandesgerichts wurde. Dieses Amt hatte er bis zu seinem Eintritt in den Ruhestand im Juli 1988 inne und wurde dann von Gerold Köhler abgelöst. Er engagierte sich zeitweise als Präsident des Bundesparteigerichts der CDU.

## Veröffentlichung
- Die ursprünglich fehlerhafte Ehe im Internationalen Privatrecht, Dissertation Universität Göttingen, 1948